# Igor Engonga
Pour les articles homonymes, voir Engonga.
Igor Engonga Noval est un footballeur international équatoguinéen né le 4 janvier 1995 à Mazcuerras en Cantabrie. Il évolue au poste de défenseur central à l'UD Almería B.

## Palmarès
Vierge